# Rudolf Walden
Karl Rudolf Walden (1 de diciembre de 1878, Helsinki, Imperio ruso - Finlandia, Helsinki, 25 de octubre de 1946) fue un industrial, político y líder militar finlandés.

## Biografía

### Educación
Walden recibió su educación militar en la Escuela Hamina Cadet y se graduó en 1900. Fue rechazado del servicio en 1902, en relación con una huelga de reclutamiento. 

### Guerra civil finlandesa
Desde el 20 de febrero de 1918, hasta el 5 de marzo de 1918, Walden fue jefe del distrito militar de Vaasa. Desde entonces hasta el 6 de mayo de 1918, fue jefe de la sede de la retaguardia. Luego se convirtió en jefe de seguridad de las áreas ocupadas hasta el 22 de mayo de 1918. El 28 de noviembre de 1918, Walden fue nombrado ministro de guerra y ocupó este cargo hasta el 15 de agosto de 1919. Walden fue ascendido a comandante en jefe del Ejército Finlandés y la Guardia Civil (27 de noviembre de 1918 - 30 de diciembre de 1918). Walden y el general del ejército blanco Carl Gustaf Emil Mannerheim desarrollaron una estrecha relación de trabajo que continuó durante todo el período de entreguerras (Jefe de la Cruz Roja Finlandesa en el siglo XX) y durante la Guerra de Invierno y la Guerra de Continuación.

### Industria papelera finlandesa
Después de abandonar el Ejército, Walden buscó una carrera en los negocios. Se mudó a San Petersburgo, la capital del Imperio ruso, y después de unos años fundó una agencia de ventas de papel finlandés. Como un patriota convencido, Walden también se convirtió en una figura prominente en la gran comunidad finlandesa de San Petersburgo. De 1906 a 1946, Walden trabajó en la industria del papel. Trabajó para consolidar la industria papelera finlandesa. Fundó Yhtyneet Paperitehtaat Oy (UPM-Kymmene) y fue el primer presidente de "Finpap", una asociación finlandesa de ventas de papel. 

### Guerra de Invierno
Durante la Guerra de Invierno finlandesa-soviética, Walden fue llamado al servicio activo. Desde el 3 de diciembre de 1939 hasta el 27 de marzo de 1940, fue miembro del gabinete de guerra. El 27 de marzo de 1940 se convirtió en Ministro de Defensa y continuó en este cargo hasta el 27 de noviembre de 1944. Walden pudo mantener importantes relaciones diplomáticas con Suecia y los Estados Unidos. Walden representó a Finlandia en el Tratado de Tartu de 1920, el Tratado de Paz de Moscú de 1940 y el tratado de Armisticio de Moscú en 1944. 
Después de la guerra civil y durante la década de 1930 hubo una desconfianza general hacia el movimiento obrero y el patriotismo del obrero finlandés. En la Guerra de Invierno esto resultó infundado y la nación estaba unida. El líder industrial Walden y Väinö Tanner (líder socialdemócrata y ministro de Asuntos Exteriores finlandés) habían desarrollado un respeto mutuo y trabajaron bien juntos. En el llamado Desposorio de enero de 1940, las asociaciones industriales de Finlandia reconocieron a los sindicatos como socios de negociación en materia laboral.

## Condecoraciones
En 1919, Walden se convirtió en Comandante de la Orden de la Rosa Blanca. Más tarde, recibió la Gran Cruz de la Orden. Por sus servicios durante y después de la guerra civil finlandesa, recibió la Gran Cruz de la Libertad. También fue galardonado con la Cruz de Hierro (1918). Durante la década de 1920, Walden se convirtió en Caballero de la Orden de la Estrella Polar (Suecia). En 1928, Walden recibió personalmente la Gran Cruz Danesa de la Orden del Dannebrog del Rey Cristián X. Durante su servicio como ministro de Defensa, Walden recibió varias condecoraciones, incluida la Orden Sueca de la Espada, las alemanas; Orden del Águila Alemana y la Cruz de Hierro (1939) de 1.ª y 2.ª clase, la Gran Cruz Húngara de la Orden del Mérito y la Rumana Gran Cruz de la Orden de la Estrella. El 2 de diciembre de 1944 recibió la Cruz de Mannerheim de la Orden de la Cruz de la Libertad por sus servicios al país. 